# Harald B. Thor
Harald B. Thor (geboren 1956 in Salzburg) ist ein österreichischer Bühnen- und Kostümbildner, der unter anderem mit den Regisseuren Andreas Kriegenburg, Stefan Huber, Georg Schmiedleitner und Andreas Baesler zusammenarbeitet.

## Leben und Werk
Harald B. Thor studierte Bühnen- und Kostümbild an der Hochschule für Musik und darstellende Kunst Mozarteum in Salzburg und schloss dort 1982 mit Auszeichnung ab. Ein erstes Engagement führte ihn als Ausstatter und Graphiker ans Landestheater Coburg. 1984 wurde er an die Bayerische Staatsoper in München verpflichtet und übernahm dort ab 1986 die Ausstattungsleitung. Der Regisseur und Intendant August Everding engagierte Thor 1998 für die Uraufführung von Rolf Hochhuths Effis Nacht am Münchener Prinzregententheater und übertrug ihm 1999 die Funktionen des Ausstattungsleiters und eines Dozenten für Bühnenbild an der Bayerischen Theaterakademie. Parallel dazu entwarf er eine Reihe von Bühnenbildern für Bühnen in München, Berlin, Mannheim, Wien, Basel, Zürich, Moskau und Seoul.

### Zusammenarbeit mit Andreas Kriegenburg
Seit 2001 ist Harald B. Thor als selbstständiger Ausstatter tätig und arbeitet – sowohl im Schauspiel, als auch in der Oper – hauptsächlich für den Regisseur Andreas Kriegenburg. Es entstanden gemeinsame Produktionen unter anderem am Deutschen Theater in Berlin, am Thalia Theater in Hamburg, am Schauspielhaus Zürich, im Schauspiel Hannover, im Akademietheater München und im Schauspiel Frankfurt, sowie die ersten Opernarbeiten Kriegenburgs im Opernhaus Magdeburg, an der Deutschen Oper Berlin und der Bayerischen Staatsoper in München.
Besonders erfolgreich verlief bislang die Zusammenarbeit des Teams Kriegenburg/Thor/Schraad an der Bayerischen Staatsoper in München, die 2008 mit Wozzeck von Georg Büchner und Alban Berg begann, einer Produktion, die als „faszinierend“, „atemberaufend“ und „wahres Meisterwerk“ gelobt wurde. Der Münchner Wozzeck war eine Koproduktion mit dem Neuen Nationaltheater Tokyo.
2012 folgte in München der Der Ring des Nibelungen von Richard Wagner. Kriegenburg und Thor siedelten Die Walküre in einem Leichenhaus, in dem die Toten von Frauen gewaschen werden, an und verorteten die Götterdämmerung zwischen einem Erdbeben in Tokio und der Atomkatastrophe von Fukushima, einer Endzeit der Postmoderne.
2014 kreierte Thor das Bühnenbild für Kriegenburgs Inszenierung der Soldaten von Jakob Michael Reinhold Lenz und Bernd Alois Zimmermann in München. „Thor hat für diese Passion die sinnfällige Kulisse gebaut: ein riesiges, fahrbares Kreuz, geradezu einen aus würfelförmigen Käfigen zusammengesetzten Altar. In den Stallungen, hinter Maschendrahtzaun, wüten die Menschen, als hielte das Schicksal sie wie unberechenbare Tiere: die Soldaten wie die Geschundenen, Gefallenen. Ein Entkommen gibt es nicht. Auch nicht für den Zuschauer.“ Diese Produktion wurde 2014 von der Kritikerumfrage der Opernwelt als „Aufführung des Jahres“ ausgezeichnet.
2015 folgte ein höchst eigenwilliges Bühnenbild für Maxim Gorkis Wassa Schelesnowa am Wiener Burgtheater. Der ORF berichtete: „Die Verunsicherung und Umbrüche der Gesellschaft versinnbildlicht hingegen die multifunktionale Bühne von Harald B. Thor auf deutlichste Weise - ein beeindruckendes Plankenkonstrukt, das schaukelt und schwebt, sich neigt und hebt: Wer hier bestehen will, muss guten Halt haben.“
2017 arbeitete er mit Kriegenburg bei den Salzburger Festspielen (Lady Macbeth von Mzensk) zusammen.

### Zusammenarbeit mit Stefan Huber
Im Musicalbereich arbeitet Thor seit vielen Jahren erfolgreich mit Stefan Huber zusammen, so am Staatstheater am Gärtnerplatz in München, bei den Vereinigten Bühnen Wien und für Open-Air-Produktionen in der Schweiz. Regisseur und Bühnenbilder brachten 2006 am Nationaltheater Mannheim Cole Porters Anything Goes und 2008 am Staatstheater Nürnberg Cole Porters Silk Stockings heraus. Die jüngste gemeinsame Arbeit ist Funny Girl von Jule Styne und Isobel Lennart. Die Inszenierung hatte 2012 im Theater Dortmund Premiere, war 2013 im Staatstheater Nürnberg, 2014 am Opernhaus Chemnitz und 2016 an der Oper Graz zu sehen.

### Weitere Engagements
Von 2002 bis 2004 übernahm Harald B. Thor die Künstlerische Leitung der Richard Strauss Tage in Garmisch-Partenkirchen.
Langjährige Zusammenarbeit verbindet Thor auch mit dem Opernregisseur Andreas Baesler. Gemeinsam realisierten sie etwa 2005 Das Gesicht im Spiegel von Jörg Widmann und 2006 Death in Venice von Benjamin Britten, beides am Theater Krefeld und Mönchengladbach, 2010 den Weber’schen Freischütz am Staatstheater Braunschweig und Donizettis Emilia di Liverpool am Staatstheater Nürnberg, 2011 Verdis Nabucco am Aalto-Theater in Essen, 2012 Mozarts Così fan tutte am Landestheater Linz und 2014 die Arabella von Hofmannsthal/Strauss in Nürnberg. Mit diesem Regisseur kam der Bühnenbildner auch zweimal nach Kuba, wo sie am Gran Teatro Havanna 2009 die Kubanische Erstaufführung von Mozarts Zauberflöte realisierten und 2013 den ersten Fliegenden Holländer von Richard Wagner. Für das Holländer-Bühnenbild arbeitete Thor mit dem bekannten kubanischen Bildhauer Kcho zusammen.
Auch mit der Opernregisseurin Helen Malkowsky arbeitet der Bühnenbildner seit vielen Jahren zusammen. Neben mehreren gemeinsamen Produktionen am Staatstheater Nürnberg, darunter auch Wagners Fliegender Holländer, entwarf Thor die Bühnenbilder für Luisa Miller, Capriccio, Carmen, Salome und Don Giovanni am Theater Bielefeld. 2012 gestaltete Thor die Bühnenbilder für Malkowskys Parsifal-Inszenierung am Staatstheater Kassel, 2015 für Die tote Stadt von Erich Wolfgang Korngold am Theater Chemnitz.
Mit dem Sprechtheater-Regisseur Georg Schmiedleitner, mit dem er bereits 2011 Verdis Macbeth am Staatstheater Nürnberg realisiert hatte, verantwortet Thor einen Schiller-Zyklus am Schauspiel Leipzig, der 2014 mit Kabale und Liebe begann und 2015 mit Maria Stuart fortgesetzt wurde.
2016 gestaltete er das Bühnenbild für David Böschs Inszenierung der Drei Schwestern am Wiener Burgtheater.
Harald Thor war auch als Scenic Art Supervisor für Walt Disney Productions tätig sowie als Architekt von Konzertsälen und Ausstellungen. Beispielsweise war er an der Konzeption des Neuen Konzertsaals im Münchner Prinzregententheater beteiligt und übernahm Aufträge des Genfer Auto-Salons und des Österreichischen Theatermuseums in Wien.

## Zitat
„Andreas Kriegenburg und sein Bühnenbildner Harald B. Thor, die immer Sinn hatten für gescheite, symbolkräftige Zeichen, hängen den Boden, auf dem sich die Titelfigur und ihre vielköpfige Familie bewegt, an Stahlseilen auf, so dass die Szene immerzu schwebt und schwankt und die Personen ins Nichts zu werfen droht: ein überzeugendes Bild für die Instabilität der Wirtschaftslage, in der sich die konkursgefährdete Firma Schelesnow bewegt. – Die Mutter, in deren harten Fäusten alle Fäden zusammenlaufen, hat gemerkt, dass in stürmischen Zeiten nur unsentimentaler Darwinismus das Überleben sichert, und so stösst sie mitleidlos alle Angehörigen vom Brett, die es mit ihrem Ungeschick zum Sinken bringen könnten.“

## Produktionen mit Andreas Kriegenburg (Auswahl)

### Schauspiel
- 2002: Die Stützen der Gesellschaft von Henrik Ibsen – Schauspielhaus Zürich
- 2004: Herr Puntila und sein Knecht Matti von Bertolt Brecht – Schauspielhaus Zürich
- 2007: Hexenjagd von Arthur Miller – Thalia Theater Hamburg
- 2013: Die Fliegen von Jean-Paul Sartre – Staatsschauspiel Dresden
- 2015: Wassa Schelesnowa von Maxim Gorki – Burgtheater Wien

### Oper
- 2006: Orfeo ed Euridice – Theater Magdeburg
- 2008: Wozzeck – Bayerische Staatsoper München
- 2010: Otello – Deutsche Oper Berlin
- 2012: Der Ring des Nibelungen – Bayerische Staatsoper
- 2013: Orlando – Semperoper Dresden
- 2013: Rigoletto – Neues Nationaltheater Tokyo
- 2014: Così fan tutte – Semperoper Dresden
- 2014: Die Soldaten – Bayerische Staatsoper
- 2015: María de Buenos Aires von Astor Piazzolla – Theater Bremen
- 2016: Don Giovanni – Semperoper Dresden

## Auszeichnungen
- 2015: Deutscher Theaterpreis Der Faust für Die Soldaten, Bayerische Staatsoper München
- 2016: Nestroy-Theaterpreis in der Kategorie Beste Ausstattung für Wassa Schelesnowa am Wiener Burgtheater[8][9]